# Maryja Birukowa
Maryja Michajłauna Birukowa (biał. Марыя Міхайлаўна Бірукова, ros. Мария Михайловна Бирюкова, Marija Michajłowna Biriukowa; ur. 2 czerwca 1949 w Laszewiczach) – białoruska pedagog, działaczka Leninowskiego Komunistycznego Związku Młodzieży Białorusi i Komunistycznej Partii Białorusi, w latach 2008–2012 deputowana do Izby Reprezentantów Zgromadzenia Narodowego Republiki Białorusi IV kadencji; oskarżana o prześladowanie mniejszości polskiej i kościoła katolickiego na Grodzieńszczyźnie.

## Życiorys
Urodziła się 2 czerwca 1949 roku we wsi Laszewicze, w rejonie świsłockim obwodu grodzieńskiego Białoruskiej SRR, ZSRR. Ukończyła Grodzieński Państwowy Instytut Pedagogiczny im. Janki Kupały, uzyskując wykształcenie nauczycielki, a także Akademię Nauk Społecznych przy Komitecie Centralnym Komunistycznej Partii Związku Radzieckiego, uzyskując wykształcenie wykładowczyni dyscyplin społecznych. Pracę rozpoczęła jako kierownik wiejskiej biblioteki z Wielkim Siole, należącej do Świsłockiego Rejonowego Wydziału Kultury Obwodu Grodzieńskiego. Następnie pracowała jako nauczycielka w ośmioletnich szkołach w Jaćwiesku i Korewiczach, a także w szkole średniej w Sokolnikach w rejonie świsłockim. Później pracowała jako kierownik oddziału propagandy i pracy kulturalno-masowej, druga sekretarz Leninowskiego Komunistycznego Związku Młodzieży Białorusi (LKZMB), sekretarz, druga, pierwsza sekretarz Grodzieńskiego Komitetu Obwodowego LKZMB, sekretarz Komitetu Centralnego LKZMB, sekretarz Grodzieńskiego Komitetu Obwodowego Komunistycznej Partii Białorusi.
W niepodległej Białorusi pełniła funkcję zastępczyni naczelnika Wydziału Koordynacji Oddziałów Społecznych Komitetu ds. Rozwoju Społecznego, zastępczyni kierownika Wydziału Socjalno-Humanistycznego, kierownika Wydziału, naczelnika Urzędu Pracy Organizacyjno-Kadrowej, zastępczyni przewodniczącego Grodzieńskiego Obwodowego Komitetu Wykonawczego i szefa ds. ideologii obwodu grodzieńskiego. W lutym 2001 roku wchodziła w skład komitetu organizacyjnego zwołanego przez przywódcę Białorusi Alaksandra Łukaszenkę II Wszechbiałoruskiego Zebrania Ludowego. W sierpniu 2005 roku sprawowała kontrolę nad zorganizowanym przez władze rozłamowym zjazdem Związku Polaków na Białorusi w Wołkowysku, na którym wybrano na przewodniczącego Józefa Łucznika. Pełni funkcję przewodniczącej Grodzieńskiej Obwodowej Rady Kobiet.
27 października 2008 roku została deputowaną do Izby Reprezentantów Białorusi IV kadencji ze Szczuczyńskiego Okręgu Wyborczego Nr 60. Od 31 października 2008 roku pełniła w niej funkcję zastępczyni przewodniczącego Stałej Komisji ds. Międzynarodowych i Stosunków z WNP. Od 13 listopada 2008 roku była członkinią Narodowej Grupy Republiki Białorusi w Unii Międzyparlamentarnej. Jej kadencja w Izbie Reprezentantów zakończyła się 18 października 2012 roku.

## Poglądy i udział w łamaniu praw człowieka
Zdaniem niezależnej białoruskiej prasy Maryja Birukowa jest zdecydowanym zwolennikiem przywódcy Białorusi Alaksandra Łukaszenki. Według czasopisma „Narodnaja Wola” z impetem wykonuje rolę adwokata władz. Według raportu przygotowanego przez polską Fundację Wolność i Demokracja, Birukowa w czasie pełnienia funkcji szefa ds. ideologii w obwodzie grodzieńskim i zastępczyni przewodniczącego Grodzieńskiego Obwodowego Komitetu Wykonawczego wielokrotnie inspirowała, kierowała i koordynowała działania wymierzone w zwalczanie mniejszości polskiej i Kościoła katolickiego na Grodzieńszczyźnie, nakazała wyrzucenie z pracy w Filharmonii Grodzieńskiej Z.Bogusza.

## Życie prywatne
Maryja Birukowa jest zamężna, ma córkę.

## Odznaczenia
- Order „Znak Honoru” (ZSRR)[1];
- Order Honoru (6 grudnia 2011)[10];
- Order Franciszka Skaryny (Białoruś)[1];
- 11 medali[1];
- 2 Gramoty Pochwalne Rady Najwyższej Białoruskiej SRR[1];
- Gramota Pochwalna Rady Ministrów Republiki Białorusi (20 maja 1999) – Za wieloletnią owocną pracę, znaczny wkład w socjalno-kulturalny rozwój obwodu, udoskonalanie pracy i wzmocnienie autorytetu organów władzy i administracji państwowej[11];
- Podziękowanie Prezydenta Republiki Białorusi[1].